# Зелена політика
Зелена політика (також відома як екополітика) — це політична ідеологія, яка має на меті створити екологічно стале суспільство, що базується на енвайронменталізмі, ненасильстві, соціальній справедливості і низової демократії. Вона почала формуватися в західному світі в 1970-х роках і відтоді зелені партії розвивалися та утвердилися у багатьох країнах світу і досягли певного електорального успіху (див. Зелені (політика)).
Політичний термін «зелений» був використаний спочатку щодо die Grünen (нім. зелений), зеленої партії, сформованої в кінці 1970-х рр. Термін «політична екологія» іноді використовується в академічних колах, але в останній час став представляти міждисциплінарну область дослідження, оскільки академічна дисципліна охоплює широкі дослідження, що інтегрують екологічні соціальні науки з політичною економією у таких питаннях, як деградація та маргіналізація, екологічні конфлікти, збереження та контроль, екологічні ідентичності та соціальні рухи.
Прихильники зеленої політики поділяють багато ідей з природозахисним рухом, екологічним рухом, феміністським рухом і пацифізмом. На додаток до демократії та екологічних проблем, зелена політика пов'язана з громадянськими свободами, соціальною справедливістю, ненасильством, іноді варіантами локалізму і прагне підтримувати соціальний прогресивізм. Платформа значною мірою вважається політично лівою.
Зелена ідеологія має зв'язки з різними іншими екоцентричними політичними ідеологіями, включаючи екосоціалізм, екоанархізм і екофемінізм, але в якій мірі це можна розглядати як форми зеленої політики — це питання дебатів.
У міру розвитку лівої зеленої політичної філософії, з'явились також окремі незв'язані та полярно протилежні праві рухи, які включають зелений консерватизм і екокапіталізм.